# Mycalesis moorei
Mycalesis moorei är en fjärilsart som beskrevs av Felder 1867. Mycalesis moorei ingår i släktet Mycalesis och familjen praktfjärilar. Inga underarter finns listade i Catalogue of Life.